# Poladlı (Qobustan)
Poladlı è un comune dell'Azerbaigian situato nel distretto di Qobustan. Conta una popolazione di 1 465 abitanti.